# Mert Demir

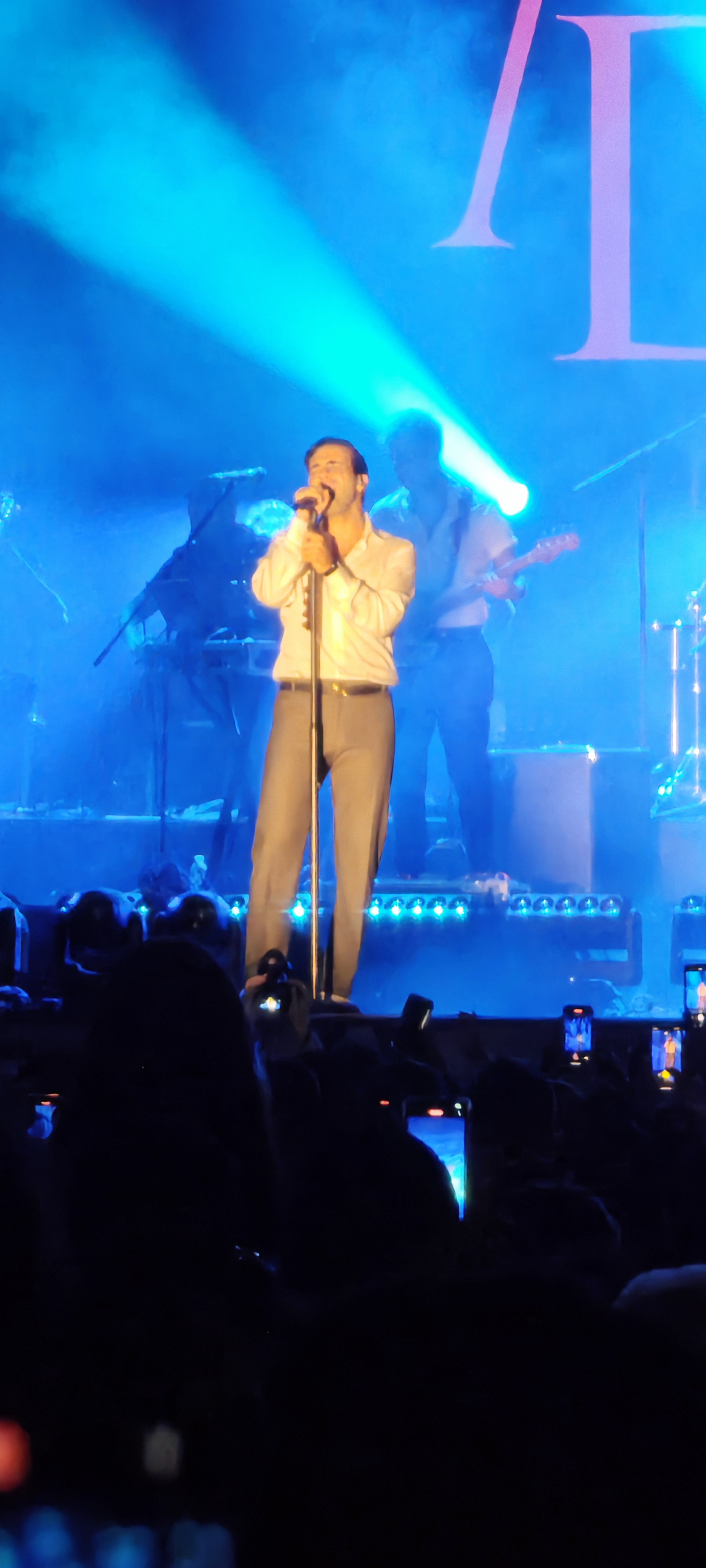
Mert Demir (2024)

Mert Demir (* 26. Dezember 1993 in Istanbul) ist ein türkischer Popmusiker.

## Karriere
Mert Demir machte erstmals durch die Teilnahmen bei O Ses Türkiye in den Jahren 2011 und 2013 auf sich aufmerksam. Im Jahr 2017 erschien sein erster Song Uyan, zweite Jahre später das Debüt-Album Bak Kollarım Burada. Im Jahr 2021 gelang ihm mit der Single Pusulam Rüzgar der Durchbruch, die in Zusammenarbeit mit Melike Şahin entstand. Seine Popularität festigte er später mit den Songs Antidepresan (mit Mabel Matiz) sowie Ateşe Düştüm. Letzterer wurde bei den Altın Kelebek Awards im Jahr 2024 als Bester Song ausgezeichnet.
Daneben hat Mert Demir Singles für türkische Sänger wie Buray oder Anıl Durmuş produziert.

## Diskografie

### Alben
- 2019: Bak Kollarım Burada
- 2021: Kimim Lan Ben
- 2025: Yalan Dolan

### EPs
- 2023: Ateşe Düştüm

### Singles
| - 2017: Uyan - 2019: Bırak Beni - 2019: Karakış - 2019: Benden Kimseye Hayır Yok - 2020: Snkk - 2020: Gittiler - 2020: Geberebilirim (mit Seda Erciyes) - 2020: Rihanna - 2020: Benim Suçum Günahım Ne - 2021: Kezzap (mit Asil Slang) - 2021: Pusulam Rüzgar (mit Melike Şahin) - 2021: 1500 (mit Tolga Akdoğan) - 2022: Herkesin Kafa Gidik - 2022: Unutma Beni / Unut Gitsin (mit Canavar Banavar) | - 2022: Antidepresan (mit Mabel Matiz) - 2023: Gözlerime Bak - 2023: Laftan Anlamam (mit BEGE) - 2023: İkimize Birden - 2023: Ateşe Düştüm (Hintergrundstimme: Serenay Sarıkaya) - 2023: Dön Desem - 2023: Cehennemin Dibi - 2024: Acı Veriyor - 2024: Seni Seviyorum (Live) - 2024: Ölüyorum Anla - 2024: Olmazlara Vuruluyorum (mit Duygu Edis) - 2025: Dağıldım Sonunda - 2025: Bi Gece Gidebilirim - 2025: Delisin |

Quelle:

### Produktionen
- 2022: Senden Yolum Geçmez (von Anıl Durmuş)
- 2023: Beni Affet (von Buray & Ceren Gündoğdu)

## Auszeichnungen
- 2024: Altın Kelebek Award in der Kategorie Bester Song (für Ateşe Düştüm)